# Тарасівська сільська рада (Костянтинівський район)
| Тарасівська сільська рада — колишній орган місцевого самоврядування у Костянтинівському районі Донецької області з адміністративним центром у с. Тарасівка. Сільській раді підпорядковані населені пункти: - с. Тарасівка - с. Березівка - с. Водяне Друге - с. Зелене Поле - с. Новооленівка - с. Олександропіль |

## Склад ради
Рада складається з 16 депутатів та голови.

## Керівний склад сільської ради
| ПІБ                         | Основні відомості                                                    | Дата обрання | Дата звільнення |
| --------------------------- | -------------------------------------------------------------------- | ------------ | --------------- |
| Чернишов Микола Іванович    | Сільський голова, 1957 року народження, освіта, член Партії регіонів | 26.03.2006   | 31.10.2010      |
| Макоєд Олександр Васильович | Сільський голова, 1967 року народження, освіта вища, безпартійний    | 31.10.2010   |                 |

Примітка: таблиця складена за даними джерела